# Frontera entre Tailàndia i Malàisia
La frontera entre Tailàndia i Malàisia és una frontera internacional de 595 km d'extensió que separa el territori continental dels estats asiàtics de Tailàndia i Malàisia. Travessala península de Malàisia i límits marítims al estret de Malaca i el golf de Tailàndia. Malàisia es troba al sud de la frontera mentre que Tailàndia es troba al nord. El riu Golok forma el tram més oriental de 95 quilòmetres de la frontera terrestre de 6° 14′ 30″ N, 102° 5′ 36″ E / 6.24167°N,102.09333°E a 6° 27′ 30″ N, 102° 10′ 0″ E / 6.45833°N,102.16667°E..

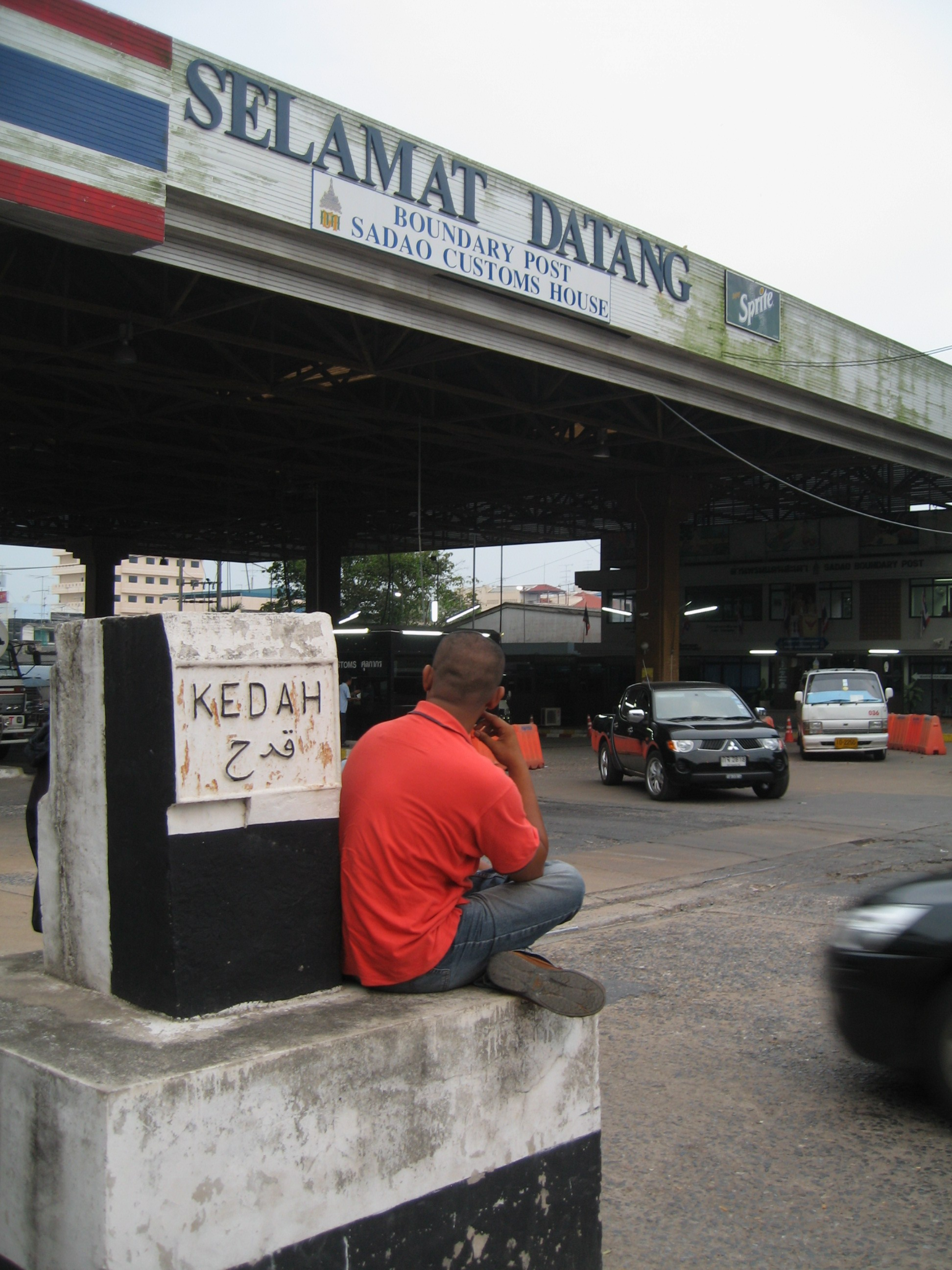
Pas de Sadao a Danok, junt al costat de la frontera entre Tailàndia i Malàisia.

## Traçat
La frontera terrestre es basa en el tractat de 1909 entre Tailàndia, llavors coneguda com a s Siam, i els britànics que van començar a exercir la seva influència sobre els estats malais del nord de Kedah, Kelantan, Perlis, Perak i Terengganu a principis del segle xx. Els quatre estats havien estat sota el control siamès. Quatre estats de Malàisia es troben a la frontera: (d'oest a est) Perlis, Kedah, Perak i Kelantan. Les quatre províncies tailandeses que es troben a la frontera (d'oest a est) són Satun, Songkhla, Yala i Narathiwat.
Malàisia i Tailàndia tenen un acord fronterer sobre aigües territorials i plataforma continental per l'estret de Malaca que es van signar en 1979 i 1971 respectivament. L'acord de 1979 també va incloure a Indonèsia com a signant, ja que també va determinar el trifini comú dels tres països. L'acord de 1979 també va establir la frontera marítima territorial al golf de Tailàndia, mentre que un memoràndum d'entesa independent signat el 1979 va establir una curta frontera de plataforma continental a la zona. El límit més enllà de l'acordat està sotmès a disputa a causa de reclamacions superposades sobre el fons marí. Les reclamacions superposades van conduir a l'establiment d'una àrea de desenvolupament conjunta Malàisia-Tailàndia en 1990, on tots dos països van acordar compartir recursos minerals en una àrea en forma de falca de 7.250 km quadrats.
Aquesta zona fronterera ha estat des de la fi de la Segona Guerra Mundial un focus d'insurreccions comunistes. L'última ha estat la insurrecció a Tailàndia existent des de 2004.

## Història
La frontera entre Tailàndia o Siam i els sultanats de la península de Malàisia ha variat al llarg de la història segons la influència que el regne tenia sobre els sultanats. La part meridional de Siam sempre ha estat poblada per malais i els sultanats tradicionals malais de Kedah (dels quals Perlis i Setul era part), Kelantan, Pattani (que consisteixen en les àrees de Singgora, Yala, Ligor) i Terengganu es trobaven sota la sobirania siamesa del segle xix. Els estats malais immediatament al sud, és a dir, Perak i Pahang van ser sultanats independents fins que els britànics van començar a afirmar la seva influència sobre ells a finals del segle xix. La frontera entre els estats era àmpliament vaga i no estava ben definida.
El 1785, els britànics van obtenir l'illa de Penang del sultà de Kedah. El canal entre l'illa i el continent de la Malàisia peninsular es va convertir en la frontera entre territori britànic i Kedah i, per tant, territori siamès.
El 6 de maig de 1869, Gran Bretanya i Siam van signar un acord conegut com el Tractat de Bangkok de 1869, on Siam va cedir un tros de territori a la part continental enfront de Penang a la Gran Bretanya. El territori serà conegut com la província de Wellesley (avui coneguda com a Seberang Perai). El tractat també va definir la frontera entre territoris britànics i siamesos i aquesta frontera continua sent avui la línia límit entre Penang i Kedah, encara que ambdós són estats constituents de Malàisia.
El 9 de juliol de 1909, Gran Bretanya i Siam van signar un altre acord a Bangkok. Conegut com el Tractat Anglo-Siamès de 1909, l'acord va cedir els estats de Kedah, Kelantan i Terengganu a Gran Bretanya mentre Pattani es quedava en mans siameses. El tractat, en un dels seus quatre annexos, va definir la frontera entre territoris britànics i siamesos. Aquesta frontera es va convertir finalment en la frontera entre Malàisia i Tailàndia.
Tailàndia va recuperar el control de Kedah, Kelantan i Terengganu durant la Segona Guerra Mundial quan els japonesos les van lliurar al regne, i així es va moure la frontera amb els estats malai-siamesos cap al sud. Els estats van ser retornats als britànics al final de la guerra.

## Disputes
Hi ha dos trams de la frontera entre Malàisia i Tailàndia que estan subjectes a disputes. La primera implica la frontera terrestre en el Bukit Jeli (Jeli Hill) a la capçalera del riu Golok i la segona implica el límit de la plataforma continental al golf de Tailàndia. Cap de les disputes ha provocat una agressió entre els dos països.

### Bukit Jeli
L'alineació d'un tram de 8.5 km de la frontera terrestre a la zona coneguda com a Bukit Jeli (Jeli Hill), propera a la capçalera del riu Golok, està sent disputada per ambdós països. El territori disputat resultant té una superfície de 42 hectàrees. Hi ha negociacions en curs negociacions per resoldre la disputa a través del subcomitè conjunt de cooperació a la frontera. La disputa va sorgir a la dècada de 1990 quan la demarcació que treballa per la frontera terrestre gairebé va arribar a la conclusió. L'exministre d'Afers Exteriors de Malàisia, Syed Hamid Albar, va dir que el fracàs va ser a causa de la incapacitat d'arribar a un consens sobre una fórmula per resoldre la disputa. Va dir que els problemes van sorgir perquè les característiques geogràfiques descrites en el protocol fronterer del Tractat Anglo-Siamès de 1909 havien canviat.

### Golf de Tailàndia
La disputa sobre la frontera de la plataforma continental entre Malàisia i Tailàndia sorgeix de les diferents línies de base de Tailàndia que adopten els dos països en el càlcul de la línia equidistant per a la frontera. La línia de base proclamada a Tailàndia va des del terme de Kuala Tabar (extrem oriental de la frontera terrestre de Malàisia-Tailàndia, definida pel Tractat Anglo-Siamès de 1909) cap al nord cap a l'illot Ko Losin i després cap a l'oest cap a Ko Kra. Malàisia, però, no considera Ko Losin com a punt de referència vàlid i calcula la línia equidistant en una línia de base al llarg de la riba.
Tot i que ambdós països han arribat a un acord el 24 d'octubre de 1979 en la seva frontera marítima per aquesta zona de 29 milles nàutiques cap al mar, el límit més enllà de la part nord-oriental del mar territorial està subjecta a disputes. El límit de la plataforma continental de Malàisia s'estén des del terme en coordenades 07° 49' N, 103° 02' 30" E que correspon al Punt 43 en un mapa de 1979 publicat per Malàisia que denota el seu mar territorial i plataforma continental. Tailàndia afirma que la plataforma continental la frontera s'estén des del terme coordinades 07° 22'.0 N, 103° 42' 30" E. Una petita part de la zona controvertida també està sotmesa a reclamació pel Vietnam.
Com a solució temporal a la controvèrsia el 21 de febrer de 1979 Malàisia i Tailàndia van signar un memoràndum d'entesa per crear una àrea de desenvolupament conjunt de 7.250 km quadrats que inclogués tota la zona controvertida. Posteriorment, es va celebrar un acord el 30 de maig de 1990. L'acord permet l'explotació conjunta i el benefici dels recursos naturals en l'àrea de desenvolupament conjunt. El 1999, Malàisia, Tailàndia i Vietnam van arribar a un acord basat en el principi de desenvolupament conjunt de l'àrea on els tres països s'han superposat les reclamacions. Tots els acords estableixen específicament que no comprometen la reclamació de sobirania de cada país sobre la zona disputada.

## Mur
A la dècada de 1970, tant Malàisia com Tailàndia van construir murs al llarg de la seva frontera comuna, principalment a parts de la frontera Perlis/Satun i Perlis/Songkhla, així com Kedah/Songkhla per frenar el contraban. Les parets eren de formigó, acer i filferro de pues rematat i tanques de ferro en altres trams. Com que ambdós països van construir els murs en el seu propi territori, es va crear una franja de "terra de ningú" d'uns 10 m d'ample i aquesta franja de terreny es va convertir en un refugi convenient per als contrabandistes (no tot el contraban va ser dissuadit pel mur) i traficants de drogues.
El 2001, els dos països van acordar construir només un mur al llarg de la frontera que quedaria just al territori tailandès. El nou mur de la frontera és de 2,5 m d'alçada i està format per una meitat inferior de formigó i tanca d'acer a la part superior. A la base, el filferro es troba al llarg del mur.

## Passos fronters
| Malàisia                     | Malàisia                      | Malàisia          | Tailàndia | Tailàndia           | Tailàndia         | Notes                                                                                     | Coordenades                                            |
| Carretera                    | Pas fronterer                 | Horari d'apertura | Carretera | Pas fronterer       | Horari d'apertura | Notes                                                                                     | Coordenades                                            |
| ---------------------------- | ----------------------------- | ----------------- | --------- | ------------------- | ----------------- | ----------------------------------------------------------------------------------------- | ------------------------------------------------------ |
| R15                          | Wang Kelian                   | 0800 - 1900       | 4184      | Wang Prachan        | 0700 - 1800       |                                                                                           | 6° 41′ 48″ N, 100° 10′ 44″ E / 6.696676°N,100.178753°E |
| 7                            | Padang Besar                  | 0600 - 2200       | 4054      | Pa-dang Besa        | 0500 - 2100       |                                                                                           | 6° 39′ 51″ N, 100° 19′ 38″ E / 6.664302°N,100.327331°E |
| 1                            | Bukit Kayu Hitam              | 0600 - 0000       | 4         | Sadao (a Ban Danok) | 0500 - 1100       |                                                                                           | 6° 31′ 09″ N, 100° 25′ 09″ E / 6.519097°N,100.419145°E |
|                              | Kota Putra (Durian Burung)    | 0800 - 1800       |           | Ban Prakop          | 0700 - 1700       |                                                                                           | 6° 28′ 13″ N, 100° 42′ 30″ E / 6.470370°N,100.708327°E |
| 77                           | Bukit Berapit, Pengkalan Hulu | 0600 - 2100       | 4106      | Betong              | 0500 - 2000       |                                                                                           | 5° 44′ 51″ N, 101° 01′ 42″ E / 5.747638°N,101.028446°E |
| 480, (fora de l'Autopista 4) | Bukit Bunga                   | 0600 - 1900       | 4057      | Buketa              | 0500 - 1800       | La frontera es travessa a través del pont Bukit Bunga–Ban Buketa sobre el riu Kolok.      | 5° 50′ 20″ N, 101° 53′ 33″ E / 5.839002°N,101.892465°E |
| 3                            | Rantau Panjang                | 0600 - 2200       | 4057      | Sungai Kolok        | 0500 - 2100       | La frontera es travessa a través del pont Rantau Panjang–Sungai Golok sobre el riu Kolok. | 6° 01′ 21″ N, 101° 58′ 30″ E / 6.022571°N,101.974955°E |